# Juan Burgueño
Juan Burgueño (4 de fevereiro de 1923 — 21 de setembro de 1997) foi um futebolista uruguaio, campeão na Copa do Mundo FIFA de 1950;

## Carreira
Atacante, integrou como suplente o plantel uruguaio bicampeão na Copa do Mundo FIFA de 1950, não chegando a atuar em nenhuma partida. [carece de fontes?]
Jogou pelo Danúbio de Montevidéu à época do mundial, mas depois atuou no Club Atlanta de Buenos Aires.

## Títulos
- Copa do Mundo de 1950